# Marco Antônio Martins Almeida
Marco Antônio Martins Almeida (Juiz de Fora, 1961) é um engenheiro brasileiro. Foi o ministro de Minas e Energia do Brasil.

## Carreira
Marco Antônio Martins Almeida nasceu no município mineiro de Juiz de Fora, em 1961, e se formou em engenharia civil pela Universidade de Brasília (UnB).
Especializou-se posteriormente em engenharia de petróleo, vindo a ser técnico de carreira da Petrobras. Ele atua cedido ao Ministério de Minas e Energia desde 1999 e já passou por diversos cargos, sendo o mais recente o de diretor de Gás da Secretaria de Petróleo e Gás do MME.
Em 2015, Marco Antônio Almeida concedeu uma entrevista ao repórter André Trigueiro para o programa Cidades e Soluções, na qual defendeu a exploração do gás de xisto através do fraturamento hidráulico, técnica também conhecida pelo termo em inglês fracking, argumentando que apesar de todos os danos ambientais que provocam protestos em todo o mundo pelo seu fim, o Brasil deveria permitir a exploração do gás para baratear o custo de produção das empresas brasileiras.
Em 21 de abril de 2016, foi nomeado ministro de Minas e Energia pela presidente Dilma Rousseff.